# Asura agraphia
Asura agraphia là một loài bướm đêm thuộc phân họ Arctiinae, họ Erebidae.